# Sainte-Ode
Sainte-Ode là một đô thị của Bỉ. Đô thị này nằm ở tỉnh Luxembourg, vùng Wallonie.
Ngày 1 tháng 1 năm 2007, đô thị này có diện tích 97,87 km², có dân số 2.305 dân với mật độ dân số 23,6 người trên mỗi km².